# Урбана
Урба́на (итал. и вен. Urbana) — коммуна в Италии, располагается в провинции Падуя области Венеция, к юго-западу от столицы провинции. Граничит с коммунами Бевилаккуа, Казале-ди-Скодозия, Мерлара, Монтаньяна, Терраццо.
Население составляет 2235 человек, плотность населения составляет 131 чел./км². Занимает площадь 17 км². Почтовый индекс — 35040. Телефонный код — 0429.

## История
В древнеримские времена на месте Урбаны располагалось поселение. Первые упоминания городка датируются в 953 и 1077 годах. В XII веке Урбана принадлежала маркизе Эсте, в следующем веке — провинции Падуя.

## Климат
Климат влажный, субтропический. В среднем температура 14° С. Самый тёплый месяц — июль, температура составляет 26° C, самый прохладный — январь, температура −2° C. Среднее количество осадков составляет 1393 мм в год. Первый месяц с дождём — ноябрь, выпадает до 181 мм, самый сухой месяц — июнь, всего 75 мм.

## Культура
Покровителем коммуны почитается святой Галл, ежегодные празднования проходят 16 октября.